# 박춘금

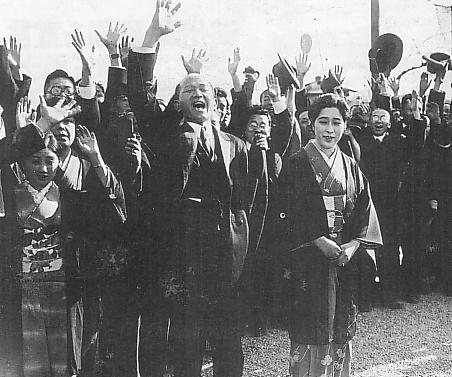
일본 중의원 의원에 당선되었을 당시 박춘금. (중앙에 있는 사람이 박춘금이다.)

박춘금(朴春琴, 1891년 4월 17일 ~ 1973년 3월 31일)은 일제강점기의 정치인이다. 직업적 친일파이자 정치 깡패로 활동하였으며 1932년 조선인 최초로 일본 중의원 의원직에 당선되었다.

## 생애

### 생애 초기
1891년 4월 17일, 경상남도 밀양시 삼문동에서 태어났다. 서당에서 수학했다고 알려져 있지만, 천자문을 읽었을 뿐 무학이다. 1905년 경상북도 대구의 병영에서 급사를 지냈다.

### 일본으로 이주
1908년 8월경 무일푼으로 일본으로 건너가 도쿄, 고베 등지에서 고용살이, 자전거 직공, 탄광갱부, 토목 노무자 등등 육체노동으로 전전하면서 일본말을 배우고 폭력조직으로 성장해 나고야에서 조선인삼 판매업에 종사하다가 1917년 5월 나고야조선인 회장에 취임했다. 이 당시 흑룡회 계열의 폭력배 거두 도야마 미쓰루(일본어: 頭山滿)라는 지우를 얻고, 1920년 도쿄에서 이기동 등과 더불어 조선인 노동자들을 모아 동경에서 상애(相愛)·공존공영 정신에 입각한 일선융화를 표방하면서 노동단체 '상구회'(相救會)를 조직했고 회장에 취임한 뒤, 이를 1921년 사회사업단체(실제로는 폭력 조직이었음) "상애회"(相愛會)로 개편하였다. 이 단체는 재일조선인 노무자의 사상 통제를 목적으로 일본 경보(警保) 당국과 총독부 등이 사주, 후원하여 조직된 것으로 알려져 있다. 상애회는 조선인 노무자의 교화·구제를 위하여 직업소개, 인사 상담, 공동숙박소 건설 등을 사업으로 표방했으나, 일본인 기업주 편에서 노무자를 학대, 압박한 폭력 착취단체였다.

### 정치 깡패 활동
1922년 5월 이기동이 설립한 '일선기업 주식회사'의 상무취체역에 선임되었다. 1923년 9월 1일의 간토 대지진으로 인한 조선인 학살 사건이 가라앉을 무렵 그는 조선인 노무자 300명으로 된 노동봉사대를 결성하고, 경시총감 아카치(赤池濃)와의 연락하에 시체처리와 조선인 노무자의 색출 및 수용 등의 작업에 종사하였다. 이로 인하여 일본 당국의 환심을 사게 되었고, 전일본적 조직확대의 기반을 잡아 1928년에 상애회를 재단법인으로 확충하고, 전직 총독부 경무국장 마루야마(丸山鶴吉)를 재단이사장으로 영입하였다.
한편, 그는 조직을 조선에까지 확대하여, 1924년 4월 지부격인 노동상애회를 서울에 조직하였다. 《동아일보》가 박춘금을 비롯한 친일 각파유지연맹, 폭력조직 등을 비난하자 동아일보 사장 송진우와 사주 김성수를 각각 납치, 구타하였으며, 1924년 7월의 하의도(荷衣島) 소작쟁의에서도 상애회원으로 하여금 농민층 청년회를 습격하게 하였다. 1928년 2월에는 지주인 도쿠다의 요청으로 하의농민회를 강제로 해산시키게 했다. 이런식으로 그는 일본과 국내로 오가며 활동하면서 노동쟁의, 소각쟁의, 반일운동 등 집회가 있을 때마다 깡패들을 동원하면서 탄압하는데 크게 앞장섰다. 1926년 8월 1일 일본 나가사키시에서 열린 아세아민족대회(전아세아민족협회가 일본의 제국주의적인 팽창주의를 옹호하기 위해 열린 행사)에서 이기동, 홍준표, 이동우 등과 함께 조선인 대표로 참가했다.

### 제국 의회 의원
노동자, 농민들의 소각 쟁의, 노동 쟁의 등 반일 사상을 크게 탄압하고 일선융화를 적극 지지하는 등의 활동을 벌이면서 일본 당국으로부터 높은 환심을 샀다. 이러한 폭력 조직의 기반 위에서 1932년 제18회 일본 중의원 의원 총선거에서 도쿄 제4구에 입후보하여 일본 중의원 의원에 당선되었다. 4년간 제국의회 의원으로 활동했지만 1936년 총선거에는 낙선했다. 1940년 4월과 1942년 총선거에서 다시 당선되어 일본 제국의회의 중의원을 역임하였다. 박춘금은 일본 중의원에서 "조선인에게 참정권을 줄 의사가 없느냐", "조선에 일본군 사단을 증설할 의사가 없는가" 등을 질문하는 등 중의원들 사이에서 주목을 받았다고 한다. 참고로 일본 제국의회 중의원 의원을 역임했던 조선인은 박춘금 단 한 명뿐이다.

1943년 8월 5일자 매일신보 석간신문에 실린 박춘금. (왼쪽) 총독부에 국방헌금 3만원을 기부한다는 내용의 기사다.

조선으로 드나들면서 춘만광산(春滿鑛山) 등 이권 사업을 경영하기도 하였으며, 중일전쟁 이후 ‘동양 평화를 위하여’ 등의 연제로 황민화 시국강연을 하였다. 태평양 전쟁 말기에는 필승 체제 확립과 내선일체의 촉진을 목표로 대화동맹(大和同盟, 야마토 동맹)을 조직, 이사에 취임하였으며, 시간극복대강연회(時艱克服大講演會) 등을 주최하여 필승사상을 고취하였다.
1945년 2월에는 '미영격멸', '내선단결', '생전필승'을 구호로 내걸고 대의당을 조직했다. 대의당 조직에는 군, 관료와 친일세력들 다수 참석했으며, 일제의 괴뢰 정권이었던 중국 난징 괴뢰정부와 만주국의 대표 등도 연사로 참석했다.
그가 당수로 있던 대의당은 광복 50일 전인 1945년 6월 24일에 결성된 단체로, 항일·반전(反戰) 사상의 격파를 목적한 폭력단체로 전해지고 있다. 태평양 전쟁 종전 직전인 1945년 7월 24일 대의당이 주최한 아시아민족분격대회에서는 강윤국, 유만수, 조문기 등 세 청년이 장치한 폭탄이 터져 마지막 항일 사건으로 기록되기도 했다.

### 광복 이후
광복 후에는 일본으로 도피했다가 비밀리에 입국했다. 그러나 대한민국 정부 수립 이후에 1949년 1월 반민족행위특별조사위원회(반민특위)가 결성되자 체포령이 떨어져 그는 다시 일본으로 출국했다. 1949년 7월 반민특위가 그를 '반민족행위 1급 피의자'로 지목해 더글라스 맥아더 사령관과 GHQ 사령부에 체포와 강제 국내송환을 요청했다. 그러나 반민특위가 이승만 정부에 의해 해산되어 박춘금은 일본에서 평생 동안 기거하게 된다. 한때 그는 조평통에도 관련된 활동을 하기도 했다. 이후 1962년 도쿄에 있는 아세아 상사의 사장으로 재직했으며 1973년 3월 31일 도쿄 게이오 대학 병원에서 숨을 거두었다.

## 사후
그가 죽은 뒤 그의 아버지 묘소 바로 밑에 묻혔다. 그를 기리는 송덕비가 세워져 있었으나 경남 밀양지역 시민들 및 문화단체 관계자들의 요구로 2002년 박춘금의 송덕비가 철거되었다.
2002년 발표된 친일파 708인 명단과 2008년 민족문제연구소에서 친일인명사전 수록 예정자 명단에 모두 선정되었다. 2007년 대한민국 친일반민족행위진상규명위원회가 발표한 친일반민족행위 195인 명단에도 들어 있다.

## 같이 보기
- 대화동맹
- 대의당
- 홍사익
- 이기동
- 임화수
- 대한애국청년당
- 강윤국
- 조문기
- 유만수
- 부민관

## 참고자료
- 친일반민족행위진상규명위원회 (2007년 12월). 〈박춘금〉. 《2007년도 조사보고서 II - 친일반민족행위결정이유서》. 서울. 2347~2376쪽쪽. 발간등록번호 11-1560010-0000002-10. [깨진 링크(과거 내용 찾기)]
- 반민족문제연구소 (1993년 3월 1일). 〈박춘금 : 깡패에서 일본 국회의원까지 된 극렬 친일파 (김대상)〉. 《친일파 99인 2》. 서울: 돌베개. ISBN 978-89-7199-012-4.
- 방학진 기자 (2005년 3월 26일). “‘정치깡패 원조’ 박춘금 - 일본 제국 중의원(국회의원) 두번 지낸 반민족행위자”. 사람일보. 2008년 2월 20일에 확인함.
- 한국역대인물종합정보시스템